# Dubai Tennis Championships 2017
Dubai Tennis Championships 2017 (також відомий під назвою Dubai Duty Free Tennis Championships 2017 за назвою спонсора) - тенісний турнір, що проходив на відкритих кортах з твердим покриттям Aviation Club Tennis Centre у Дубаї (ОАЕ). Належав до серії ATP 500 у рамках Туру ATP 2017 і серії Premier 5 в рамках Туру WTA 2017. Жіночий турнір тривав з 20 до 26 лютого, а чоловічий - з 27 лютого до 4 березня 2017 року.

## Очки і призові

### Нарахування очок
| Дисципліна                 | W   | Ф   | ПФ  | ЧФ  | 1/8 | 1/16 | Раунд 56-ти | Q   | Q2  | Q1  |
| Одиночний розряд, чоловіки | 500 | 300 | 180 | 90  | 45  | 0    | Н/Д         | 20  | 10  | 0   |
| Парний розряд, чоловіки    | 500 | 300 | 180 | 90  | 0   | Н/Д  | Н/Д         | 45  | 25  | 0   |
| Одиночний розряд, жінки    | 900 | 585 | 350 | 190 | 105 | 60   | 1           | 30  | 20  | 1   |
| Жінки, парний розряд       | 900 | 585 | 350 | 190 | 105 | 1    | Н/Д         | Н/Д | Н/Д | Н/Д |

### Призові гроші
| Дисципліна                 | W        | Ф        | ПФ       | ЧФ      | 1/8     | 1/16    | Round of 56 | Q2     | Q1     |
| Одиночний розряд, чоловіки | $523,330 | $256,565 | $129,100 | $65,655 | $34,100 | $17,980 | Н/Д         | $3,980 | $2,030 |
| Чоловіки, парний розряд*   | $157,570 | $77,140  | $38,690  | $19,860 | $10,270 | Н/Д     | Н/Д         | Н/Д    | Н/Д    |
| Одиночний розряд, жінки    | $457,245 | $243,621 | $121,690 | $56,115 | $27,790 | $14,265 | $7,335      | $4,080 | $2,099 |
| Жінки, парний розряд*      | $139,300 | $70,480  | $34,880  | $17,560 | $8,900  | $4,395  | Н/Д         | Н/Д    | Н/Д    |

*на пару

## Учасники основної сітки в одиночному розряді

### Сіяні
| Країна          | Гравець               | Рейтинг1 | Сіяний |
| --------------- | --------------------- | -------- | ------ |
| Велика Британія | Енді Маррей           | 1        | 1      |
| Швейцарія       | Стен Вавринка         | 3        | 2      |
| Швейцарія       | Роджер Федерер        | 9        | 3      |
| Франція         | Гаель Монфіс          | 12       | 4      |
| Чехія           | Томаш Бердих          | 14       | 5      |
| Іспанія         | Роберто Баутіста Аґут | 15       | 6      |
| Франція         | Люка Пуй              | 17       | 7      |
| Люксембург      | Жіль Мюллер           | 27       | 8      |

- Рейтинг подано станом на 20 лютого 2017.

### Інші учасники
Нижче наведено учасників, які отримали вайлдкард на участь в основній сітці:
- Omar Alawadhi
- Роберто Баутіста Аґут
- Мохамед Сафват

Нижче наведено гравців, які пробились в основну сітку через стадію кваліфікації:
- Маріус Копіл
- Євген Донской
- Денис Істомін
- Лукаш Росол

Як щасливий лузер в основну сітку потрапили такі гравці:
- Андреас Сеппі

### Відмовились від участі
До початку турніру
- Маркос Багдатіс → його замінив  Гільєрмо Гарсія-Лопес
- Флоріан Маєр → його замінив  Андреас Сеппі

### Знялись
- Лукаш Росол (травма лівої ноги)

## Учасники основної сітки в парному розряді

### Сіяні
| Країна     | Гравець         | Країна    | Гравець            | Рейтинг1 | Сіяний |
| ---------- | --------------- | --------- | ------------------ | -------- | ------ |
| Фінляндія  | Генрі Контінен  | Австралія | Джон Пірс          | 11       | 1      |
| Хорватія   | Іван Додіг      | Іспанія   | Марсель Гранольєрс | 27       | 2      |
| Канада     | Деніел Нестор   | Франція   | Едуар Роже-Васслен | 36       | 3      |
| Нідерланди | Жан-Жульєн Роєр | Румунія   | Горія Текеу        | 45       | 4      |

- Рейтинг подано станом на 20 лютого 2017.

### Інші учасники
Нижче наведено пари, які отримали вайлдкард на участь в основній сітці:
- Omar Alawadhi /  Amirvala Madanchi
- James McGee /  Девід О'Гейр

Нижче наведено пари, що пробились в основну сітку через стадію кваліфікації:
- Джеймс Серретані /  Філіпп Освальд

### Відмовились від участі
Під час турніру
- Люка Пуй (розтягнення біцепса)

## Учасниці основної сітки в одиночному розряді

### Сіяні
| Країна          | Гравчиня               | Рейтинг1 | Сіяна |
| --------------- | ---------------------- | -------- | ----- |
| Німеччина       | Анджелік Кербер        | 2        | 1     |
| Чехія           | Кароліна Плішкова      | 3        | 2     |
| Словаччина      | Домініка Цібулкова     | 5        | 3     |
| Польща          | Агнешка Радванська     | 6        | 4     |
| Іспанія         | Гарбінє Мугуруса       | 7        | 5     |
| Велика Британія | Джоанна Конта          | 10       | 6     |
| Україна         | Еліна Світоліна        | 13       | 7     |
| Росія           | Олена Весніна          | 16       | 8     |
| Чехія           | Барбора Стрицова       | 17       | 9     |
| Данія           | Каролін Возняцкі       | 18       | 10    |
| США             | Коко Вандевей          | 20       | 11    |
| Австралія       | Саманта Стосур         | 21       | 12    |
| Нідерланди      | Кікі Бертенс           | 22       | 13    |
| Росія           | Анастасія Павлюченкова | 23       | 14    |
| Франція         | Каролін Гарсія         | 24       | 15    |
| Італія          | Роберта Вінчі          | 25       | 16    |
| Казахстан       | Юлія Путінцева         | 27       | 17    |

- Рейтинг were станом на 13 лютого 2017.

### Інші учасниці
Нижче наведено учасниць, які отримали вайлдкард на участь в основній сітці:
- Мона Бартель
- Чагла Бююкакчай
- Пен Шуай

Нижче наведено гравчинь, які пробились в основну сітку через стадію кваліфікації:
- Чжан Кайчжень
- Унс Джабір
- Елісе Мертенс
- Арина Соболенко
- Сільвія Солер Еспіноза
- Чжан Кайлінь
- Чжен Сайсай
- Чжу Лінь

Як щасливий лузер в основну сітку потрапили такі гравчині:
- Менді Мінелла

### Відмовились від участі
- Тімеа Бачинскі → її замінила  Кетрін Белліс
- Ежені Бушар → її замінила  Крістина Плішкова
- Луїза Чиріко → її замінила  Медісон Бренгл
- Алізе Корне → її замінила  Лара Арруабаррена
- Сара Еррані → її замінила  Леся Цуренко
- Сімона Халеп → її замінила  Єлена Янкович
- Джоанна Конта → її замінила  Менді Мінелла
- Карін Кнапп → її замінила  Юганна Ларссон
- Світлана Кузнецова → її замінила  Вікторія Голубич
- Моніка Нікулеску → її замінила  Ван Цян
- Карла Суарес Наварро → її замінила  Цветана Піронкова

## Учасниці основної сітки в парному розряді

### Сіяні
| Країна            | Гравчиня          | Країна    | Гравчиня            | Рейтинг1 | Сіяна |
| ----------------- | ----------------- | --------- | ------------------- | -------- | ----- |
| Франція           | Каролін Гарсія    | Франція   | Крістіна Младенович | 6        | 1     |
| Росія             | Катерина Макарова | Росія     | Олена Весніна       | 11       | 2     |
| Індія             | Саня Мірза        | Чехія     | Барбора Стрицова    | 19       | 3     |
| Китайський Тайбей | Чжань Юнжань      | Швейцарія | Мартіна Хінгіс      | 21       | 4     |
| Китайський Тайбей | Чжань Хаоцін      | Казахстан | Ярослава Шведова    | 24       | 5     |
| Чехія             | Андреа Главачкова | КНР       | Пен Шуай            | 26       | 6     |
| США               | Абігейл Спірс     | Словенія  | Катарина Среботнік  | 46       | 7     |
| Чехія             | Луціє Градецька   | Чехія     | Катерина Сінякова   | 48       | 8     |

- Рейтинг подано станом на 13 лютого 2017.

### Інші учасниці
Нижче наведено пари, які отримали вайлдкард на участь в основній сітці:
- Фатіма Ан-Набхані /  Мона Бартель

## Переможці та фіналісти

### Одиночний розряд, чоловіки
- Енді Маррей —  Фернандо Вердаско, 6–3, 6–2

### Одиночний розряд, жінки
- Еліна Світоліна —  Каролін Возняцкі, 6–4, 6–2

### Парний розряд, чоловіки
- Жан-Жульєн Роєр /  Горія Текеу —  Роган Бопанна /  Марцін Матковський, 4–6, 6–3, [10–3]

### Парний розряд, жінки
- Катерина Макарова /  Олена Весніна —  Андреа Главачкова /  Пен Шуай, 6–2, 4–6, [10–7]